# Киргистан на Светском првенству у атлетици у дворани 1993.
Киргистан је као самостална земља дебитовао на 4. Светском првенству у атлетици у дворани 1993. одржаном у Торонту од 12. до 14. марта. До овог првенства, атлетичари Киргистана учествовали су у саставу репрезентације СССР.
У дебитантском учешћу на светским првенствима у дворани Киргистан је предстаљала једна атлетичарка која се такмичила у трци на 1.500 м.
Атлетичарка Киргистана није освојила ниједну медаљу, нити је оборила неки рекорд.

## Учесници
Жене:
- Људмила Деревјакина — 1.500 м

## Резултати

### Жене
| Атлетичарка         | Дисциплина | Лични рекорд | Квалификација | Квалификација | Финале                | Финале                | Детаљи |
| Атлетичарка         | Дисциплина | Лични рекорд | Резултат      | Место         | Резултат              | Место                 | Детаљи |
| ------------------- | ---------- | ------------ | ------------- | ------------- | --------------------- | --------------------- | ------ |
| Људмила Деревјакина | 1.500 м    | 4:05,89о, НР | НЗ            | НЗ            | Није се квалификовала | Није се квалификовала | ,      |